# Talang Lakat
Talang Lakat is een bestuurslaag in het regentschap Indragiri Hulu van de provincie Riau, Indonesië. Talang Lakat telt 2228 inwoners (volkstelling 2010).